# Grassroots (311)
Grassroots è il secondo album in studio del gruppo musicale alternative rock statunitense 311, pubblicato nel 1994.

## Tracce
1. Homebrew (Mahoney, Hexum, Wills, Sexton, Martinez) – 3:04
2. Lucky (Sexton, Hexum, Martinez) – 2:50
3. Nutsymtom (Mahoney, Sexton, Hexum, Wills, Martinez) – 3:02
4. 8:16 a.m. (Hexum) – 3:43
5. Omaha Stylee (Hexum, Martinez) – 4:15
6. Applied Science (Sexton, Hexum, Martinez) – 2:44
7. Taiyed (Mahoney, Wills, Martinez) – 1:50
8. Silver (Mahoney, Sexton, Hexum, Martinez) – 2:47
9. Grassroots (Hexum, Sexton) – 4:13
10. Salsa (Hexum, Mahoney, Sexton, Martinez) – 2:28
11. Lose (Hexum) – 4:17
12. Six (Sexton, Hexum, Martinez) – 3:16
13. Offbeat Bare-Ass (Sexton, Hexum, Wills, Martinez) – 3:44
14. 1,2,3 (Hexum, Sexton) – 2:59

## Formazione
- Nick Hexum - voce, chitarra
- SA Martinez - voce, giradischi
- Chad Sexton - batteria
- Tim Mahoney - chitarra
- P-Nut - basso